# Etizolam
Etizolam es un medicamento utilizado utilizado para el trastorno de ansiedad general, el trastorno de pánico y el insomnio. Puede usarse a corto plazo pero no parece ser mejor que las benzodiazepinas. Se toma por vía oral y se vende con el nombre comercial de Depas.
El medicamento tiene varios efectos secundarios pueden incluir somnolencia, debilidad muscular, mala coordinación, desmayos, dolor de cabeza, confusión, dificultad para hablar y disfunción sexual. También existe el riesgo de abuso y dependencia. Es una tienodiazepina, que son similares a las benzodiazepinas. Actúa a través del sitio de las benzodiazepinas de los receptores GABA A. Posee efectos ansiolíticos, anticonvulsivos, sedantes, hipnóticos y relajantes del músculo esquelético. 
Etizolam fue patentado en 1971 y aprobado para uso médico en 1984. A partir de 2020, fue aprobado para uso médico en Japón, Italia e India, pero no en los Estados Unidos. Ha habido preocupaciones sobre el creciente uso indebido en Europa y Estados Unidos. También es conocido por varios nombres de calles, incluidos Etiz y Etizzy. 